# スピエリッグ兄弟
マイケル・スピエリッグ（Michael Spierig）とピーター・スピエリッグ（Peter Spierig、1976年4月29日 -）の兄弟はドイツ生まれのオーストラリアの映画監督、プロデューサー、脚本家である。一卵性双生児。

## 略歴
1976年4月29日にドイツのバックホルツにて一卵性双生児として生まれる。80年代後半に家族と共にオーストラリアのブリスベンへ移住し、その後クイーンズランド大学に進学。マイケルは映画やテレビでのグラフィックデザインをピーターは美術を専攻した。
その後は広告業界に進みテレビやCMの演出に携わったのち、短編映画『The Big Picture  』でデビュー。

## フィルモグラフィ

### 映画
| 年   | タイトル                                                     | 役職             | 備考     |
| ---- | ------------------------------------------------------------ | ---------------- | -------- |
| 2000 | The Big Picture                                              | 監督・脚本・製作 | 短編映画 |
| 2003 | アンデッド Undead                                            | 監督・脚本・製作 |          |
| 2010 | デイブレイカー Daybreakers                                   | 監督・脚本       |          |
| 2014 | プリデスティネーション Predestination                        | 監督・脚本・製作 |          |
| 2017 | ジグソウ:ソウ・レガシー Jigsaw                               | 監督             |          |
| 2018 | ウィンチェスターハウス アメリカで最も呪われた屋敷 Winchester | 監督・脚本・音楽 |          |
| TBA  | Headless                                                     | 監督             |          |